# Cypripedium californicum
Cypripedium californicum е вид растение от семейство Orchidaceae. Видът е застрашен от изчезване.

## Разпространение
Разпространен е в САЩ.